# Damian Lillard
Damian Lamonte Ollie Lillard Sr. (Oakland, 15 juli 1990) is een Amerikaans basketbalspeler voor de Portland Trail Blazers in de NBA.

## Carrière
Hij draagt rugnummer 0, omdat de eerste letter van zijn thuisstad, Oakland, begint met de letter 'O'. In 2013 won Lillard de NBA Rookie of the Year (Beste nieuwkomer). Hij heeft de meeste driepunters gescoord aller tijden in zijn eerste seizoen in de NBA, met 185 driepunters heeft hij er 19 meer dan Stephen Curry. Hij heeft ook viermaal deelgenomen aan het All-Star Game. Daar heeft hij in 2013 de Skill Challenge gewonnen. Lillard staat ook bekend om zijn driepunter tegen de Houston Rockets, die ervoor zorgde dat zijn team doorging naar de volgende ronde in de NBA Playoffs van het seizoen 2013-2014. Lillard is in het seizoen 2017-2018 verkozen tot het all NBA first team.
Lillard speelt een gastrol in de film Space Jam: A New Legacy uit 2021 als zichzelf.

## Erelijst
- NBA All-Star: 2014, 2015, 2018, 2019, 2020, 2021, 2023, 2024
- NBA All-Star Game MVP: 2024
- All-NBA First Team: 2018
- All-NBA Second Team: 2016, 2019, 2020, 2021
- All-NBA Third Team: 2014, 2023
- NBA Rookie of the Year: 2013
- NBA All-Rookie First Team: 2013
- NBA 75th Anniversary Team
- Twyman–Stokes Teammate of the Year Award: 2021
- NBA Three-Point Contest: 2023, 2024
- Nummer 1 teruggetrokken door de Weber State Wildcats
- Olympische Spelen: 2020

## Statistieken

### Regulier seizoen
| Seizoen      | Team                   | WG  | WS  | MPW  | 2P%  | 3P%  | FW%   | RPW | APW | SPW | BPW | PPW  |
| ------------ | ---------------------- | --- | --- | ---- | ---- | ---- | ----- | --- | --- | --- | --- | ---- |
| 2012/13      | Portland Trail Blazers | 82  | 82  | 38,6 | 42,9 | 36,8 | 84,4  | 3,1 | 6,5 | 0,9 | 0,2 | 19,0 |
| 2013/14      | Portland Trail Blazers | 82  | 82  | 35,8 | 42,4 | 39,4 | 87,1  | 3,5 | 5,6 | 0,8 | 0,3 | 20,7 |
| 2014/15      | Portland Trail Blazers | 82  | 82  | 35,7 | 43,4 | 34,3 | 86,4  | 4,6 | 6,2 | 1,2 | 0,3 | 21,0 |
| 2015/16      | Portland Trail Blazers | 75  | 75  | 35,7 | 41,9 | 37,5 | 89,2  | 4,0 | 6,8 | 0,9 | 0,4 | 25,1 |
| 2016/17      | Portland Trail Blazers | 75  | 75  | 35,9 | 44,4 | 37,0 | 89,5  | 4,9 | 5,9 | 0,9 | 0,3 | 27,0 |
| 2017/18      | Portland Trail Blazers | 73  | 73  | 36,6 | 43,9 | 36,1 | 91,6  | 4,5 | 6,6 | 1,1 | 0,4 | 26,9 |
| 2018/19      | Portland Trail Blazers | 80  | 80  | 35,5 | 44,4 | 36,9 | 91,2  | 4,6 | 6,9 | 1,1 | 0,4 | 25,8 |
| 2019/20      | Portland Trail Blazers | 66  | 66  | 37,5 | 46,3 | 40,1 | 88,8  | 4,3 | 8,0 | 1,1 | 0,3 | 30,0 |
| 2020/21      | Portland Trail Blazers | 67  | 67  | 35,8 | 45,1 | 39,1 | 92,8  | 4,2 | 7,5 | 0,9 | 0,3 | 28,8 |
| 2021/22      | Portland Trail Blazers | 29  | 29  | 36,4 | 40,2 | 32,4 | 87,8  | 4,1 | 7,3 | 0,6 | 0,4 | 24,0 |
| 2022/23      | Portland Trail Blazers | 58  | 58  | 36,3 | 46,3 | 37,1 | 91,4  | 4,8 | 7,3 | 0,9 | 0,3 | 32,2 |
| Carrière     | Carrière               | 769 | 769 | 36,3 | 43,9 | 37,2 | 89,5  | 4,2 | 6,7 | 1,0 | 0,3 | 25,2 |
| NBA All-Star | NBA All-Star           | 7   | 1   | 20,4 | 47,5 | 42,4 | 100,0 | 2,9 | 2,9 | 1,0 | 0,0 | 22,3 |

### Play-ins
| Seizoen  | Team                   | WG | WS | MPW  | 2P%  | 3P%  | FW%   | RPW | APW  | SPW | BPW | PPW  |
| -------- | ---------------------- | -- | -- | ---- | ---- | ---- | ----- | --- | ---- | --- | --- | ---- |
| 2019/20  | Portland Trail Blazers | 1  | 1  | 44,9 | 40,0 | 35,7 | 100,0 | 2,0 | 10,0 | 1,0 | 0,0 | 31,0 |
| Carrière | Carrière               | 1  | 1  | 44,9 | 40,0 | 35,7 | 100,0 | 2,0 | 10,0 | 1,0 | 0,0 | 31,0 |

### Play-offs
| Seizoen  | Team                   | WG | WS | MPW  | 2P%  | 3P%  | FW%  | RPW | APW  | SPW | BPW | PPW  |
| -------- | ---------------------- | -- | -- | ---- | ---- | ---- | ---- | --- | ---- | --- | --- | ---- |
| 2013/14  | Portland Trail Blazers | 11 | 11 | 42,4 | 43,9 | 38,6 | 89,4 | 5,1 | 6,5  | 1,0 | 0,1 | 22,9 |
| 2014/15  | Portland Trail Blazers | 5  | 5  | 40,2 | 40,6 | 16,1 | 78,1 | 4,0 | 4,6  | 0,4 | 0,6 | 21,6 |
| 2015/16  | Portland Trail Blazers | 11 | 11 | 39,7 | 36,8 | 39,3 | 91,0 | 4,3 | 6,3  | 1,3 | 0,3 | 26,5 |
| 2016/17  | Portland Trail Blazers | 4  | 4  | 37,8 | 43,3 | 28,1 | 96,0 | 4,5 | 3,3  | 1,3 | 0,5 | 27,8 |
| 2017/18  | Portland Trail Blazers | 4  | 4  | 40,5 | 35,2 | 30,0 | 88,2 | 4,5 | 4,8  | 1,3 | 0,0 | 18,5 |
| 2018/19  | Portland Trail Blazers | 16 | 16 | 40,6 | 41,8 | 37,3 | 83,3 | 4,8 | 6,6  | 1,7 | 0,3 | 26,9 |
| 2019/20  | Portland Trail Blazers | 4  | 4  | 35,8 | 40,6 | 39,4 | 97,0 | 3,5 | 4,3  | 0,5 | 0,3 | 24,3 |
| 2020/21  | Portland Trail Blazers | 6  | 6  | 41,3 | 46,3 | 44,9 | 94,0 | 4,3 | 10,2 | 1,0 | 0,7 | 34,3 |
| Carrière | Carrière               | 61 | 61 | 40,3 | 41,2 | 36,9 | 88,7 | 4,5 | 6,2  | 1,2 | 0,3 | 25,7 |